# 日本地震工学会
公益社団法人日本地震工学会（にほんじしんこうがくかい、英文名称：Japan Association for Earthquake Engineering、略称：JAEE）は、地震工学に関連する各分野の研究を横断的にとらえることを目的に2001年（平成13年）に設立された学術団体。

## 概要
- 本部は東京都港区芝にある建築会館に置かれている。
- 地震調査等を行う際には、当学会を含め、関連する日本建築学会や土木学会、地盤工学会とともに共同で行われることが多い。

## 沿革
- 2000年（平成12年）12月20日：設立総会を開催し、任意団体として2001年1月1日に正式発足する。初代会長に青山博之東京大学名誉教授が就任。
- 2001年（平成13年）6月1日：第2代会長に岡田恒男芝浦工業大学教授が就任。
- 2001年（平成13年）11月：学術会議において第一回の年次大会を開催する。
- 2002年（平成14年）6月1日：第3代会長に土岐憲三立命館大学教授が就任。
- 2003年（平成15年）6月1日：第4代会長に石原研而東京理科大学教授が就任。
- 2004年（平成16年）6月1日：第5代会長に入倉孝次郎京都大学理事が就任。
- 2005年（平成17年）6月1日：第6代会長に小谷俊介千葉大学教授が就任。
- 2006年（平成18年）6月1日：第7代会長に大町達夫東京工業大学教授が就任。
- 2007年（平成19年）6月1日：第8代会長に北川良和慶應義塾大学教授が就任。
- 2008年（平成20年）6月1日：第9代会長に鈴木浩平首都大学東京名誉教授が就任。
- 2009年（平成21年）6月1日：第10代会長に濱田政則 早稲田大学教授が就任。
- 2010年（平成22年）：一般社団法人へ移行、
- 2010年（平成22年）6月1日：第11代会長に久保哲夫東京大学教授が就任。
- 2011年（平成23年）6月1日：第12代会長に川島一彦東京工業大学教授が就任。
- 2013年（平成25年）5月1日：公益社団法人の認定を取得。
- 2013年（平成25年）6月1日：第13代会長に安田進東京電機大学教授が就任。
- 2015年（平成27年）5月22日：第14代会長に目黒公郎東京大学教授が就任。
- 2017年（平成29年）5月19日：第15代会長に福和伸夫名古屋大学教授が就任。
- 2019年（令和元年）5月24日：第16代会長に中埜良昭東京大学教授が就任。